# Skirvo
Skirvo är ett naturreservat i Arvidsjaurs kommun i Norrbottens län.
Området är naturskyddat sedan 2017 och är 3,4 kvadratkilometer stort. Reservatet omfattar berget Skirvvuovárrie i nordost en lägre del av östsluttningen av Gåbddies i sydväst samt däremellan ett flackare område med våtmarker och tjärnar. Reservatet består av ur- och naturskogsartad skog. 